# David Marcus
David Daniel Marcus, noto come Mickey Marcus (New York, 22 febbraio 1902 – Abu Gosh, 10 giugno 1948), è stato un colonnello dell'esercito degli Stati Uniti e il primo generale nella storia dell'esercito israeliano.
Marcus è stato il più famoso membro del Mahal, brigata militare dell'esercito israeliano formata da ebrei volontari che da varie parti del mondo giunsero in Israele durante la guerra del 1948.

## Gli inizi
David Marcus, nato a New York il 22 febbraio 1902, era il quinto figlio di Mordecai e Leah Goldstein, emigrati dalla Romania negli USA per sfuggire al dilagante antisemitismo. I Marcus vivevano a Brooklyn, dove il padre esercitava la professione di fruttivendolo, e li si resero conto della rivalità esistente tra i vari gruppi etnici. Il fratello maggiore di David, Mike, organizzò una "banda" formata da un gruppo di ragazzi ebrei che si difendevano dagli attacchi sferrati dai loro rivali. David decise di entrare a far parte del gruppo capeggiato dal fratello, guadagnandosi il soprannome di piccolo Mike o Mickey.
Dopo essersi diplomato al liceo di Brooklyn, Marcus, anche grazie alla corporatura estremamente atletica, venne ammesso all'Accademia Militare di West Point, dove nel 1924 ottenne il diploma diventando ufficiale. Completato il servizio, si congedó e diventò avvocato entrando a far parte dell'ufficio del procuratore generale di New York dove trascorse la maggior parte degli anni Trenta a istruire processi contro capi mafia del calibro di Lucky Luciano. Nel 1940, grazie alla fama acquisita, venne nominato dal sindaco di New York Fiorello La Guardia a capo della commissione carceraria.

## Seconda Guerra Mondiale
Dopo l'attacco giapponese a Pearl Harbor che segnò l'ingresso degli Stati Uniti nel secondo conflitto mondiale, egli, all'età di 40 anni, fu richiamato dall'Esercito con il grado di Colonnello per essere impiegato in ruoli amministrstivi presso il governo militare delle Hawaii. In seguito Marcus venne inviato a Londra per contribuire ad organizzare le truppe americane in Europa e al momento dello sbarco in Normandia, contravvenendo a precisi ordini, si fece paracadutare dietro le linee nemiche per coordinare lo sbarco delle truppe e soprattutto per poter entrare finalmente in azione. Per questo suo gesto il Colonnello fu richiamato negli Usa e arrestato per insubordinazione. Marcus, che contribuì alla stesura dell'atto di resa incondizionata da sottoporre all'Italia e alla Germania, nel 1945 divenne membro del governo militare alleato a Berlino.
In questo periodo, entrò con le truppe alleate in alcuni campi di concentramento, rimanendo letteralmente scioccato della sorte toccata a milioni di ebrei. Questa esperienza provocò in Marcus una profonda revisione del suo giudizio sul movimento sionista. Egli si considerava un ebreo assimilato, orgoglioso della nazionalità americana, e giudicava negativamente l'idea di costituire uno stato ebraico ma, dopo quell'orribile esperienza, ritenne che la fondazione dello stato di Israele fosse l'unica via di salvezza per milioni di suoi correligionari.  Al termine del secondo conflitto mondiale Marcus venne nominato capo della divisione crimini di guerra, divisione che si occupava di individuare le procedure legali e di sicurezza per organizzare il processo di Norimberga contro i criminali di guerra nazisti.

## Aluf Stone
Alla fine del 1947 Mickey Marcus fu avvicinato dall'inviato di Ben Gurion, Shlomo Shamir che era alla ricerca di militari americani esperti disposti ad andare in Israele, per aiutare gli Ebrei a formare un esercito efficiente. Mickey Marcus, dopo un iniziale rifiuto motivato dalla contrarietà espressa dalla moglie Emma, disse a Shamir che lo avrebbe aiutato a cercare questi soldati con esperienza, ma poco dopo tutti e due si resero conto che il migliore candidato era lo stesso Marcus. Nel 1948, il Ministero della Difesa degli Stati Uniti acconsentì alla partenza di Marcus in Israele a patto che non utilizzasse il suo grado di colonnello della riserva americana e che cambiasse il suo nome. Queste richieste erano motivate dal desiderio degli Stati Uniti di non guastare i rapporti con la Gran Bretagna, potenza mandataria in Palestina.
Con il nome di "Michael Stone", nel gennaio del 1948 egli arrivò in Israele mentre i suoi dirigenti si preparavano ai gravi ed inevitabili problemi che sarebbero conseguiti alla proclamazione dell'indipendenza sancita dall'ONU, problemi che consistevano nella presenza di cinque eserciti arabi che circondavano il nuovo Stato aspettando la partenza delle truppe britanniche per invaderlo e nella frammentazione dei gruppi paramilitari ebraici spesso rivali tra loro. Il nucleo principale del nascente esercito di Israele, era costituito dall'Hagana, braccio armato delle autorità sioniste ufficiali, comandata da Israel Galili che contava su circa 30.000 uomini male addestrati e male armati, ed il Palmach, gruppo giovanile plasmato negli anni trenta dal Generale Wingate, meglio addestrato, che contava su quasi 2.500 uomini. Gli altri due gruppi erano costituiti dai movimenti paramilitari l'Irgun e la Banda Stern che non riconoscevano l'autorità del governo provvisorio.
Marcus cominciò a viaggiare incessantemente da nord a sud controllando tutti i confini del futuro stato e cercando di trovare i punti deboli degli avversari. Egli organizzò l'esercito in gruppi di assalto adattando le esperienze di guerra dei Ranger americani alle specifiche esigenze mediorientali e individuando i punti deboli israeliani nel sud del Negev e in Gerusalemme.
Il consigliere militare Stone portò in Israele manuali di guerra statunitensi e riuscì a far comprendere quanto era importante avere uno staff di comando che condividesse tutte le informazioni, e un'adeguata struttura logistica. In poche parole trasformò un gruppo di bande partigiane in un embrione di un esercito moderno ed efficiente.

guerra di indipendenza israeliana - 15 maggio - 10 giugno 1948

Marcus volò per qualche giorno in USA, dove venne premiato per gli atti eroici da lui compiuti durante il secondo conflitto mondiale, per tornare poco prima della dichiarazione di indipendenza di Israele avvenuta il 14 maggio del 1948. Immediatamente gli arabi sferrarono la loro offensiva e gli accorgimenti tattici di Mickey Marcus si dimostrarono molto utili all'esercito israeliano. Gli israeliani riuscirono con difficoltà e a prezzo di gravi perdite a fermare l'avanzata egiziana e siriana, stabilizzando i due fronti, ma subirono un forte smacco a Gerusalemme. La Legione araba del generale britannico Glubb Pascià, che costituiva l'esercito della Transgiordania (oggi Giordania), conquistò la città vecchia di Gerusalemme, espellendone la popolazione ebraica, e circondò la parte ovest della città, la cui popolazione era allo stremo per mancanza di cibo e di ogni genere di prima necessità.
A questo punto Ben Gurion, primo ministro di Israele, con una mossa poco ortodossa conferì a Mickey Marcus il grado di Aluf, ovvero generale dell'esercito israeliano con responsabilità diretta sul fronte di Gerusalemme Marcus divenne così il primo Aluf della moderna Israele, con l'incarico di rompere l'assedio giordano e liberare Gerusalemme. L'Aluf Stone diresse senza apprezzabili successi vari attacchi per conquistare alcune postazioni giordane e liberare la parte ovest della città di Davide. Presto Marcus si rese conto che la maggior parte dei male armati e peggio equipaggiati soldati a sua disposizione era costituito da sopravvissuti dai lager nazisti senza alcuna esperienza militare. In queste condizioni non era pensabile per i suoi uomini sfondare il fronte e quindi egli cercò di aggirare l'ostacolo costruendo una strada che collegasse le postazioni israeliane a Gerusalemme.
Questa ripida e stretta strada che attraversava i monti di Gerusalemme passò alla storia con i nomi di Burma Road, o strada Birmana, e strada dell'eroismo per l'abnegazione e sprezzo del pericolo mostrati da centinaia di israeliani che costruirono la strada sotto la costante minaccia delle truppe giordane. In certi punti gli operai israeliani lavorarono a 500 metri dalle truppe arabe, che non si accorsero di nulla anche perché impegnate in combattimento dall'esercito israeliano. La strada fu completata e l'assedio di Gerusalemme fu rotto con l'arrivo dei camion carichi di generi di necessità e di truppe. Il 9 giugno 1948 tra Israele e gli arabi entrò in vigore la prima tregua provvisoria voluta dall'ONU.

## Morte

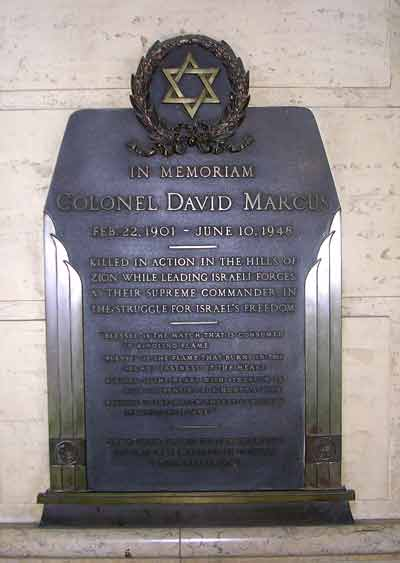
Targa commemorativa, posta all'interno dellUnion Temple di Brooklyn, dedicata al Colonnello David Marcus

Come la grande maggioranza degli ebrei americani Marcus parlava solamente l'inglese e un po' di Yiddish. Poche ore dopo la proclamazione della tregua il Generale Stone fece una passeggiata notturna e quando una giovane guardia israeliana, non riconoscendolo, gli chiese in ebraico di pronunciare la parola d'ordine egli, che non aveva compreso quanto gli veniva chiesto, non rispose. La guardia non ottenendo la risposta desiderata fece fuoco uccidendo Marcus. Durante la tregua Ben Gurion liquidò con la forza i gruppi paramilitari dissidenti di destra obbligandoli ad entrare a far parte dell'esercito israeliano.
In questo modo il premier, seguendo i consigli di Marcus, ottenne un esercito unito pronto a far fronte agli eserciti arabi quando l'8 luglio 1948 ruppero la tregua. Grazie all'unità raggiunta Israele, sorprendendo il mondo, sconfisse gli eserciti arabi su più fronti e riuscì a conquistare varie roccaforti della Legione Araba, tra cui le città di Lydda e Ramle, riuscendo ad allargare e consolidare il collegamento tra Gerusalemme Ovest e il resto del paese. Unica eccezione fu Gerusalemme est che, a dispetto dei disperati attacchi israeliani, rimase sotto il controllo giordano.
Il suo corpo fu portato a New York, scortato da Moshe Dayan, alla cerimonia funebre avvenuta al Union Temple, fra gli oratori ci furono Thomas E. Dewey, governatore di New York e Maxwell Taylor, comandante dell'Accademia militare di West Point. Il 2 luglio 1948 David Daniel (Mickey) Marcus fu il primo allievo, nella storia dell'Accademia, ad essere sepolto a West Point, dopo avere combattuto per un'altra nazione. Sulla sua lapide fu inciso "Colonel David Marcus A Soldier for All Humanity".
Le sue gesta furono narrate nel 1966 dal film Combattenti della notte (titolo originale Cast a Giant Shadow) con Kirk Douglas, che interpretava il ruolo di Marcus, e John Wayne.